# Stor-Sixen
Stor-Sixen är en sjö i Falu kommun i Dalarna och ingår i Gavleåns huvudavrinningsområde. Sjön är 8,5 meter djup, har en yta på 0,44 kvadratkilometer och befinner sig 296,1 meter över havet. Vid provfiske har abborre, gädda och mört fångats i sjön.

## Delavrinningsområde
Stor-Sixen ingår i det delavrinningsområde (675909-151111) som SMHI kallar för Mynnar i Sixavan. Medelhöjden är 346 meter över havet och ytan är 3,14 kvadratkilometer. Det finns inga avrinningsområden uppströms utan avrinningsområdet är högsta punkten. Vattendraget som avvattnar avrinningsområdet har biflödesordning 3, vilket innebär att vattnet flödar genom totalt 3 vattendrag innan det når havet efter 119 kilometer. Avrinningsområdet består mestadels av skog (80 procent). Avrinningsområdet har 0,44 kvadratkilometer vattenytor vilket ger det en sjöprocent på 14 procent.